# Grace Kodindo
Grace Kodindo (sinh năm 1960) là một bác sĩ sản khoa người Chad, bà đã đạt được những thành tựu về chăm sóc sức khỏe sinh sản, không chỉ ở Chad mà còn ở các nước nghèo khác trên toàn thế giới. Bà đã được mô tả trong hai bộ phim tài liệu của BBC: Dead Mums Don't Cry (2005), minh chứng cho những nỗ lực của cô trong việc làm giảm tỷ lệ tử vong của phụ nữ mang thai và sinh con, và Grace Under Fire (2009), báo cáo về bà trong việc tham gia vào một chương trình chăm sóc sức khỏe sinh sản tại Cộng hòa Dân chủ Congo.

## Thiếu thời
Grace Kodindo sinh ra ở Doba, phía nam Chad vào năm 1960. Bà là con gái của Jean Kodindo Demba, một quan chức chính phủ. Giống như bốn anh chị em cùng cha khác mẹ của bà, bà đã được gửi đến trường. Sau khi hoàn thành chương trình giáo dục trung học tại Lycée Félix Éboué ở N'Djamena, bà đã nhận được một khoản trợ cấp từ chính phủ Canada cho phép bà theo học tại Đại học Montréal ở đó bà học ngành y.

## Sự nghiệp
Khi trở về Chad, bà kết hôn với Amos Réoulengar, người trở thành thành viên của chính phủ Hissene Habre năm 1982. Họ có với nhau hai người con trai nhưng sau đó họ đã ly thân vào cuối những năm 1990. Vào giữa những năm 1980, Kodindo đã dành bốn năm ở Sudan, nơi cô được đào tạo thành một bác sĩ phụ khoa. Năm 1990, nhờ một khoản trợ cấp từ chính phủ Pháp, cô đã đặt ra mục tiêu giảm tỷ lệ tử vong ở trẻ sơ sinh ở Chad, vốn cao nhất thế giới với 800 ca tử vong trên 100.000 ca sinh. Ngay cả sau khi hết tiền, bà vẫn tiếp tục làm việc trong bệnh viện với ít nguồn tài trợ. Những nỗ lực nhân ái của bà trong những năm 1990 đã được các chuyên gia ở Châu Âu và Bắc Mỹ công nhận.
Ngoài chương trình y tế của mình, Kodindo còn dạy sinh viên y khoa tại Đại học N'Djamena. Bà đã chiến đấu chống lại việc cắt xén bộ phận sinh dục nữ, nâng cao nhận thức về nguy cơ biến chứng y khoa. Nhờ nỗ lực của bà, năm 1997, bà đã được trao Huân chương Danh dự Chad và năm 2000, Kodindo nhận được Giải thưởng Dịch vụ Cộng đồng của Trường Đại học Y tế Công cộng FIGO / Columbia về Chăm sóc Sản khoa Cấp cứu. Bà thiết lập mối quan hệ ngày càng gần gũi hơn với Đại học Columbia, cuối cùng tham gia giảng dạy tại Trường Y tế Công cộng Mailman.
Năm 2005, BBC đã giới thiệu Dead Mums Don't Cry, một bộ phim tài liệu về những nỗ lực của Kodindo nhằm giảm số phụ nữ ở châu Phi chết trong khi mang thai hoặc sinh con. Vào thời điểm đó phụ nữ mang thai và sinh con ở Chad có 9% khả năng tử vong. Bộ phim được chiếu rộng rãi, tạo thành một phần của bài thuyết trình của Kodindo tại Đại học New York vào tháng 10 năm 2007. Sự kiện này dẫn đến việc thành lập một tổ chức phi lợi nhuận "Hope for Grace Kodindo" để tài trợ cho các chương trình y tế dành cho phụ nữ ở các nước châu Phi nghèo. Nhờ tài trợ, tháng 5 năm 2008 Kodindo đã có thể báo cáo với Nghị viện châu Âu mức tử vong trong khi sinh con tại bệnh viện phụ sản lớn nhất của Chad đã giảm từ 14% xuống còn 2,3% trong khi tử vong khi mang thai đã giảm từ 23% xuống còn 7,3%. Nhờ mở rộng công việc của mình, Kodindo được mời tham gia sáng kiến RAISE do Đại học Columbia và Marie Stopes International phát động.Marie Stopes International.
Năm 2009, sự tham gia của bà vào một chương trình chăm sóc sức khỏe sinh sản ở Cộng hòa Dân chủ Congo đã được chiếu với một bộ phim tài liệu thứ hai của BBC có tên Grace Under Fire. Nó trình bày những khó khăn khi sinh con đối với phụ nữ sống trong vùng chiến sự. Kodindo bình luận: "Cho đến nay, thương vong lớn nhất của cuộc xung đột này là thường dân - không phải là chiến binh. Phụ nữ và trẻ em phải chịu đựng nhiều nhất - nhu cầu của họ là lớn nhất." Năm đó, bà được Chính phủ Đan Mạch trao tặng Ngọn đuốc phát triển thiên niên kỷ vì nỗ lực cung cấp dịch vụ chăm sóc sức khỏe sinh sản cho phụ nữ trên toàn thế giới.